# 井川村
井川村（いかわむら）は、静岡県安倍郡にかつて存在した村である。
1969年（昭和44年）1月1日に静岡市に編入され、2005年（平成17年）4月1日に静岡市が政令指定都市となった後は、葵区の一部となっている。

## 地理
大井川上流に位置する。糸魚川静岡構造線の沿線に位置する山村であり、急峻な山が多い。旧安倍郡ではあるが、大井川流域であるために、榛原郡北部の色が濃い。赤石山脈の南端にあたるため静岡県では珍しい豪雪地帯である。中心部が他の市町村と離れていたため、言語については北関東などと共通する無アクセントの発音があるなどの特徴がある（井川方言）。
- 山：聖岳、大無間山、小無間山、茶臼岳、光岳
- 川：大井川
- 湖：井川湖（井川ダム湖）、畑薙湖（畑薙第一ダム湖）、赤石ダム湖、田代調整池

## 歴史
- 1889年（明治22年） - 町村制施行に伴い、安倍郡井川村、田代村、小河内村、上坂本村、岩崎村、口坂本村の区域をもって成立。
- 1957年（昭和32年） - 井川ダム完成。一部の集落が井川湖（ダム湖）に水没する。
- 1958年（昭和33年） - 井川林道（現・県道南アルプス公園線）開通。
- 1959年（昭和34年）8月1日 - 大井川鉄道（現・大井川鐵道）井川線が開通し、村内に閑蔵駅、井川駅が開設される。
- 1961年（昭和36年） - 村の人口が約8,400人まで増える[2]。この年をピークに減少に転ずる。
- 1969年（昭和44年）1月1日 - 静岡市に編入。同日井川村廃止。

## 産業
- 水力発電所が多い。第二次世界大戦以前は金が採掘されていた（笹山金山）。
- かつては名産品に「井川メンパ」があった。ヒノキの板を曲げて作った容器で、主に弁当箱が作られている。現在は井川地区で1軒のみ生産しているほかは、主に葵区籠上地区などで作られている。

## 学校
- 井川村立井川中学校
- 井川村立井川小学校
- 井川村立井川北小学校 - 合併後の1973年廃止。

## 交通

### 道路
- 国道473号
- 県道井川湖御幸線
- 県道南アルプス公園線

### 鉄道
- 大井川鉄道
  - 井川線：閑蔵駅 - 井川駅

### バス
- 現在は静岡駅よりしずてつジャストラインバスで「横沢」まで、そこから井川地区自主運行バスに乗り換える。「中野」バス停留所までは約2時間30分（1965年当時は静岡駅から井川本村まで約3時間）。